# Goodbye Eri
Goodbye Eri (さよなら絵梨, lit. Adéu, Eri) és un manga web one-shot japonès escrit i il·lustrat per Tatsuki Fujimoto. Es va publicar per primer cop al lloc web Shōnen Jump+ de Shūeisha l'11 d'abril de 2022 i publicat en forma impresa el 4 de juliol de 2022. Norma Editorial ha editat el manga en català.

## Argument
En Yuta Ito rep un telèfon intel·ligent per al seu aniversari. Poc després d'obrir el seu regal, la mare malalta terminal d'en Yuta li assigna la tasca de filmar-la i editar una pel·lícula quan es mori. Després de morir, en Yuta estrena la pel·lícula a la seva escola, però es burlen molt de la seva decisió d'acabar la pel·lícula amb ell fugint d'un hospital que explota. Assetjat i condemnat a l'ostracisme, en Yuta decideix suïcidar-se saltant del sostre de l'hospital de la seva mare, però l'atura una noia que es diu Eri, que li revela que realment li ha encantat la seva pel·lícula i l'insta a fer-ne una altra. Tots dos treballen junts per dur-la a terme, alternant entre la producció i la marató de diverses pel·lícules per cercar inspiració i aprendre. Decideixen fer de la pel·lícula un semidocumental sobre ells mateixos, però amb diverses exageracions i elements ficticis, sobretot la idea que l'Eri és una vampira.
En Yuta i l'Eri es tornen més propers a mesura que passa el temps fins que l'Eri cau inconscient mentre tots dos juguen a la platja. Es revela que l'Eri també té una malaltia terminal com la mare d'en Yuta. Un Yuta deprimit deixa de fer la pel·lícula. No obstant això, el seu pare l'encoratja a perseverar, alhora que revela al lector que la mare d'en Yuta en realitat abusava del seu fill i el seu marit. La pel·lícula que li va fer fer a en Yuta era un intent de capitalitzar la seva malaltia si sobrevivia, o recordar-la de manera positiva si es moria.
En Yuta i l'Eri acaben la pel·lícula, poc abans que l'Eri es mor. En Yuta projecta la seva nova pel·lícula, que aquesta vegada rep elogis. Més tard, en Yuta s'enfronta a un dels amics de l'Eri, i tots dos admeten que l'Eri no era la versió idealitzada que Yuta havia filmat i editat a la seva pel·lícula, però tots dos estan d'acord que prefereixen recordar la seva amiga en comú d'aquesta manera.
D'aleshores ençà, en Yuta dedica temps a equilibrar la seva vida normal amb la seva obsessió per tornar a editar la pel·lícula de l'Eri. Anys més tard, un Yuta adult pateix la pèrdua de la seva dona, fill i pare en un accident automobilístic. Perdent les ganes de viure, en Yuta decideix una vegada més intentar suïcidar-se a la sala de projecció on ell i l'Eri havien vist la marató de pel·lícules. En arribar-hi, en Yuta descobreix una Eri encara viva i jove. L'Eri revela que en realitat és una vampira que repetidament experimenta pèrdua de memòria causada per cicles de mort cerebral al llarg de la vida eterna. L'Eri de la seva vida anterior havia deixat instruccions específiques per a les seves futures encarnacions, així com la pel·lícula que ella i en Yuta havien fet per assegurar-se que ho recordés per sempre. Amb la seva voluntat de viure restaurada, en Yuta s'acomiada de l'Eri i se'n va amb indiferència mentre l'edifici on hi havia la sala de projecció explota, igual que al final de la seva pel·lícula sobre la seva mare, la qual cosa planteja si el que ha passat fins ara era real.

## Publicació
El 4 de febrer de 2022, Shihei Lin, editor de Shueisha, va anunciar que Tatsuki Fujimoto escriuria un one-shot de 200 pàgines, que es va publicar al lloc web de Shōnen Jump+ l'11 d'abril de 2022. El manga es va publicar en format tankōbon el 4 de juliol de 2022.
Viz Media i Manga Plus van publicar el manga simultàniament amb el llançament japonès.
| Edició | ISBN                   | Data de publicació |
| --- | ---------------------- | ------------------ |
| Regular | ISBN 978-84-679-6071-6 | 14 d'abril de 2022 |
| Integral | ISBN 978-84-679-6072-3 | 14 d'abril de 2022 |
| En Yûta comença una pel·lícula amb el propòsit de fer realitat l’últim desig de la seva mare malalta. Quan ella mor, el noi decideix suïcidar-se, però és llavors quan coneix una jove misteriosa i molt bonica, l’Eri, amb qui començarà a crear una altra pel·lícula. Tanmateix, l’Eri amaga un secret... |                        |                    |

## Rebuda
Al cap d'un dia que es publiqués, el manga va obtenir més de 2,2 milions de visualitzacions al lloc web de Shōnen Jump+.
Adi Tantimedh de Bleeding Cool va elogiar-ne la trama i els personatges, dient que era un dels millors còmics del 2022. Tyra d'Anime Times va elogiar-ne la trama i l'art, destacant-ne especialment la seva divisió de vinyetes i altres efectes.